# ویتالی دیردیرا
ویتالی دیردیرا (اوکراینی: Дирдира Віталій Федорович؛ زادهٔ ۴ نوامبر ۱۹۳۸) قایقران قایق بادبانی اهل اتحاد جماهیر شوروی سوسیالیستی بود.